# Élection présidentielle kiribatienne de 2020
L'élection présidentielle kiribatienne de 2020  a lieu le 22 juin 2020 afin d'élire le président de la république des Kiribati pour un mandat de quatre ans.
Le président sortant Taneti Maamau est réélu face à Banuera Berina, candidat du parti Boutokaan Kiribati Moa, majoritaire au Parlement. L'élection est notamment suivie en raison de l'opposition entre le président sortant, favorable à la Chine continentale, et le candidat de la majorité parlementaire, favorable à Taiwan. Le résultat marque ainsi un tournant pour la politique extérieure des Kiribati, qui se détournent de leur lien historique avec Taïwan.

## Contexte et candidats
L'élection présidentielle de mars 2016 voit la victoire au second tour de Taneti Maamau, du parti Tobwaan Kiribati, marquant une alternance au pouvoir après douze ans de gouvernance du Boutokaan te koaua (BTK). Le nouveau président ne dispose toutefois pas d'une majorité au Parlement, le BTK ayant remporté les élections législatives de janvier. Mamau est candidat à sa réélection.
Les élections législatives suivantes sont organisées en avril 2020, et sont remportées par le parti d'opposition Kiribati d'abord mené par Banuera Berina. À la mi-mai, des membres des deux partis d'opposition, le Boutokaan te koaua et Kiribati d'abord,  s'assemblent en un nouveau parti s'appelant Boutokaan Kiribati Moa (BKM) et présidé par Tessie Lambourne, ancienne ambassadrice des Kiribati à Taïwan. La nouvelle assemblée se réunit pour la première fois le 22 mai et les députés sélectionnent uniquement deux candidats autorisés à se présenter à l'élection présidentielle, alors que la constitution des Kiribati en exige au minimum trois : le président sortant Taneti Maamau (Tobwaan Kiribati) et Banuera Berina, candidat unique de l'opposition.

## Système électoral et politique
Les Kiribati sont une république parlementaire. Le président de la République est à la fois chef d'État et chef du gouvernement. L'élection présidentielle fait suite aux élections législatives et se déroule en deux temps, l'un constituant en une sélection par le parlement, suivi de l'élection proprement dite, au suffrage universel direct. 
Seuls les députés peuvent se porter candidat à la présidentielle. Une fois établie la liste des candidats à la candidature, l'ensemble des députés de la Maneaba ni Maungatabu, le parlement, sélectionnent trois ou quatre de ces candidats, à bulletin secret, en deux tours, selon la méthode de Borda. S'il n'y a que trois ou quatre candidats, ils sont sélectionnés d'office, sans que leurs pairs ne soient amenés à voter. La Constitution des Kiribati ne prévoit pas de situation avec moins de trois candidats. Les députés sélectionnés par leurs pairs participent alors à une élection au scrutin uninominal majoritaire à un tour par l'ensemble de la population inscrite sur les listes électorales,. Le président est élu de cette manière pour un mandat de quatre ans, renouvelable deux fois de manière consécutive ou non.

## Campagne et enjeux
L'opposition est unie par son rejet de la décision du gouvernement de Taneti Maamau, prise en septembre 2019, de rompre les relations diplomatiques des Kiribati avec Taïwan afin de reconnaître la république populaire de Chine et de bénéficier d'aides chinoises au développement du pays. Banuera Berina a quitté la majorité parlementaire de Taneti Maamau à cette occasion et pour cette raison, tandis que Tessie Lambourne est l'ancienne ambassadrice des Kiribati à Taïwan. Ainsi, la question des relations gilbertines avec Taipei ou Pékin est l'un des enjeux de cette élection. 
Radio New Zealand souligne toutefois que d'autres enjeux pèsent davantage pour la plupart des citoyens : un fort taux de maladies non transmissibles, un niveau de chômage élevé parmi les jeunes, et les effets du réchauffement climatique sur la vie quotidienne.

## Résultats
| Candidats                | Candidats                | Partis                   | Voix   | %     |
| ------------------------ | ------------------------ | ------------------------ | ------ | ----- |
|                          | Taneti Maamau            | Tobwaan Kiribati         | 26 053 | 59,32 |
|                          | Banuera Berina           | Boutokaan te koaua       | 17 866 | 40,68 |
|                          |                          |                          |        |       |
| Votes valides            | Votes valides            | Votes valides            | 43 919 | 99,75 |
| Votes blancs et nuls     | Votes blancs et nuls     | Votes blancs et nuls     | 112    | 0,25  |
| Total                    | Total                    | Total                    | 44 031 | 100   |
| Abstention               | Abstention               | Abstention               | 11 237 | 20,33 |
| Inscrits / participation | Inscrits / participation | Inscrits / participation | 55 268 | 79,67 |